# Cheiracanthiidae
De Cheiracanthiidae zijn een familie van spinnen. Voor deze familie was tot 2011 de naam Eutichuridae Kishida, 1936 (ook wel geciteerd als Eutichuridae Lehtinen, 1967) in gebruik, maar de naam Cheiracanthiidae is ouder.

## Geslachten
- Calamoneta Deeleman-Reinhold, 2001
- Calamopus Deeleman-Reinhold, 2001
- Cheiracanthium C. L. Koch, 1839
- Cheiramiona Lotz & Dippenaar-Schoeman, 1999
- Ericaella Bonaldo, 1994
- Eutichurus Simon, 1897
- Fijimoneta Raven & Hebron, 2024
- Lessertina Lawrence, 1942
- Macerio Simon, 1897
- Radulphius Keyserling, 1891
- Sinocanthium Yu & Li, 2020
- Strotarchus Simon, 1888
- Summacanthium Deeleman-Reinhold, 2001
- Tecution Benoit, 1977